# Selen (biljka)
Selen (lat. Levisticum officinale) je biljka iz familije Apiaceae. Ona je poznata pod narodnim nazivima: ljubčac, ljupčac, ljubačac, belestika, veleždin, velestika, lesandrina, milobud, miloduv, selim. Selen je jedna od omiljenih aromatičnih biljaka. Delovi biljke aromatičnog ukusa i njihovo etarsko ulje koriste se u prehrambenoj industriji kao začin.

## Poreklo
Selen je poreklom iz Persije, odakle je raširen po čitavoj Evropi. Naročito ga puno ima u Francuskoj, Italiji, Nemačkoj i dr. U našoj zemlji kao mirisna, povrtarska biljka, gaji se po baštama i dvorištima.

## Botaničke osobine
Selen je zeljasta višegodišnja biljka, intenzivnog rasta. Koren je vertikalan, dug 40-50 cm, vretenast. Biljka u prvoj godini obrazuje rozetu krupnog lišća, a u drugoj godini, i kasnije, razgranato, cevasto stablo, koje je često visoko preko 2 m. Listovi su dugački 50-60 cm, naizmenično raspoređeni, goli, sjajni, dvostruko perasti. Cvast je složen štit. Štitovi su mnogocvetni. Cvetovi su hermafroditni, žuti. Cveta od jula do avgusta. Plod je spljošteni šizokarpijum, žućkastomrke boje. Masa 1.000 zrna je 3-7 g.
Seme zadržava klijavost dve godine. Početni razvoj klijanaca je spor, u prvoj godini se formira samo rozeta listova. U drugoj i narednim godinama vegetacija počinje vrlo rano,već u martu. Obrazovanje stabla počinje krajem maja. Plodovi sazrevaju neravnomerno tokom jula, a puno zrenje se može očekivati početkom avgusta. Plod je sklon osipanju. Donji listovi uvenu posle prvih jesenjih mrazeva. Iako nije osetljiv na mrazeve, za gajenje treba izabrati toplije položaje jer tada daje više etarskog ulja.

## Hemijski sastav i upotreba
Selen je aromatična biljka. Delovi biljke aromatičnog ukusa i njihovo etarsko ulje koriste se u proizvodnji likera i konzervnoj industriji (karakterističan ukus Maggi kocke potiče od selena). Upotrebljava se etarsko ulje (Levistici radicis aetheroleum), koren (Levistici radix), plod (Levistici fructus), list (Levistici folium), a ređe zeleni izdanak (Levistici herba). Svi delovi biljke (i nadzemni i podzemni) sadrže etarsko ulje. Koren sadrži 0,5-1%, nadzemni deo sa zelenim plodovima 0,15-0,45%, listovi 0,08-0,24%, a zreli plodovi 0,8-1,5% etarskog ulja. 
Najznačajnije je etarsko ulje dobijeno iz korena. Etarsko ulje se sastoji od ftalida (70%), a osim toga sadrži još terpineol, karvakrol i seskviterpene. Osim etarskog ulja koren sadrži i kumarine, šećer, kao i jabučnu, angeličnu i kafenu kiselinu. Koren selena je u mnogim farmakopejama oficinalna, jak je diuretik. Droga korena je važan sastojak čajnih smeša diuretika (Species diuereticae), ali se primenjuje i u obliku tinktura. U narodnoj medicini se koristi protiv probavnih smetnji, poremećaja organa za varenje i disanje. Služi kao blago ekspektorantno sredstvo. Blagotvorno deluje na krvotok i rad bubrega. Listovi se koriste u domaćinstvu, kao začin i kao dodatak kupkama. Petrović (1883) navodi da je selen davan protiv žutice.
| Osobine                                          | Sadržaj u % za kvalitet |     |
| ------------------------------------------------ | ----------------------- | --- |
| Etarsko ulje, najmanje                           | 0,7                     | 0,4 |
| Korenje sa ostacima stabljike i listova, najviše | 5                       | -   |
| Korenje dužine manje od 2 cm, najviše            | 5                       | 10  |
| Drugi delovi biljke, najviše                     | 1                       | 10  |
| Organske biljne nečistoće, najviše               | 1                       | 2   |
| Organske (životinjske) nečistoće, najviše        | -                       | 2   |
| Neorganske nečistoće                             | 1                       | -   |
| Vlaga, najviše 15%                               | -                       | 2   |
| Pepeo, najviše 7%                                | -                       | -   |

Parkinson (1640) ističe da su naši preci koristili bolje sorte selena, koje se danas ne koriste ili se retko koriste, isključivo kao začin. 

## Gajenje
Za gajenje selena su pogodna plodna, duboka, humusna, srednje vezana zemljišta. Iako nije osjetljiv na mrazeve, za gajenje treba izabrati toplije položaje jer tada daje više etarskog ulja. Teška glinovita i pjeskovita zemljišta, kao i podvodna i plavna zemljišta nisu pogodna. Potrebno mu je dosta vlage, a gajenjem na vlažnim terenima može se izbeći zalivanje, jer koren uzima vodu i iz dubljih slojeva zemljišta. Selen živi 6-8 godina, ali se u plantaži iskorišćava samo 3-5 godina, jer se kasnije smanjuje prinos lista i stabla, a koren postaje šupalj. Pošto se plantaže održavaju 3-5 godina, selen se gaji van plodoreda. Najbolji predusevi su đubrene okopavine. Zbog zajedničkih bolesti i štetočina, posle selena ne treba gajiti štitarice (mirođija, angelika, kim, anis).
Organsko đubrivo se unosi pod predkulturu. Pre sadnje, odnosno setve, treba uneti (u obliku mineralnih đubriva) 100-120 kg P2O5, 140-150 kg K2O i 100-140 kg N, na 35-40 cm dubine. Velika zelena masa selena iznosi više hraniva iz zemljišta, pa o prihranjivanju treba i kasnije voditi računa.
Selen se prihranjuje dva puta godišnje sa 50-60kg/haN– prvi put u proleće, posle kretanja vegetacije, a drugi put krajem jula, nakon kosidbe zelenih delova. U jesen se prilikom međuredne obrade unese 70-80 kg/ha P2O5 i 60-80 kg/ha K2O. Mikroelementi se daju zajedno sa prskanjem radi zaštite od bolesti i štetočina (4-6 puta sa 3l/ha vuksala).
Koren selena prodire duboko, pa se zemljište u jesen ore na 35-40 cm dubine, a u proleće izravna, drlja i valja. Selen se razmnožava proizvodnjom rasada na otvorenom prostoru, direktnom setvom semena ili ređe deljenjem korena. Za proizvodnju rasada zemljište treba pripremiti tako da bude sitno mrvičaste strukture, a neposredno posle setve isprskati sa 2-3 kg/ha prometrina S-50 za preemergentno suzbijanje korova. Za 1 ha potrebno je 42000 do 55000 biljaka, odnosno 1—1,5 kg semena za njihovu proizvodnju. Proizvodnja preko rasada je skupa, pa se usev zasniva direktnom setvom semena na stalnom mestu. Vreme setve je mart - april. Za direktnu sjetvu potrebno je 6—8 kg/ha semena, seje se na razmaku 50—60 cm između redova, na dubini od 1—1,5 cm.
Selen se u periodu mirovanja može razmnožavati i deljenjem busena. Biljke stare 4—5 godina iseku se na toliko delova da na svakom bude i koren i pupoljak. Na formiranje korena povoljno utiče uklanjanje cvetnih stabala. Ako se to ne uradi, koren će postati šupalj, što kvari kvalitet. Koren se vadi u jesen treće ili četvrte godine. Iz zemlje se vade pomoću pluga. Izvađeno korenje se očisti od zemlje i od ostatka nadzemnih delova, opere, a potom reže na 2—4 dela dužine 10—15 cm. Korenje se suši na zasenjenom, promajnom mestu (tavan) ili u sušari. Od 4 kg svežeg korena dobija se 1 kg suvog. Očekivani prinos suve droge je 1500—2000 kg/ha. 
Od prinosa 6—8 t/ha svežeg korena dobija se 5—6 kg etarskog ulja. Za proizvodnju etarskog ulja iz herbe, zasad se održava 4—6 godina. Prosečan prinos listova je 4—6, a od toga se dobije 2—4 etarskog ulja. Godišnji prinos herbe jeste 10—20 t, od čega se dobije 8—20 kg/ha etarskog ulja. Prinos plodova je 400—600 kg/ha, od čega se dobija 3—6 kg etarskog ulja.
Najvažniji i najviše zastupljen deo selena je koren (Levistici radix). Pomaže u varenju, kod gihta, reume, urinarnih problema, ublažava migrenu izazvanu poremećenim radom bubrega.

## Spoljašnje veze
- Travari Srbije
- Srbija
- Diuretik